# Markelly Oliveira
Markelly Oliveira, também conhecida como rainha do Kwai, (Ilicínea, 1995 ou 1996) é conhecida por produzir mininovelas para o Kwai.

## Biografia
Nasceu em Ilicínea, saindo de casa aos 11 anos. Ela mudou-se de cidade-natal com 16 anos. Formou-se como atriz na escola Wolf Maia.
Seu primeiro trabalho foi como contadora de rounds de lutas em uma academia no centro de São Paulo. Markelly foi convidada pelo Instagram para ser bailarina freelancer dos quadros de dança do programa Domingão do Faustão. Ela trabalhou como bailarina freelancer no programa entre 2017 e 2020, porém não ganhou a notoriedade que gostaria. Também foi musa da Gaviões da Fiel no carnaval de 2020. Seu trabalho foi afetado pela pandemia de COVID-19, então ela voltou para sua cidade natal e tentou ganhar renda na internet. Ela foi ring girl da Mansão Maromba, onde morou três meses, e depois mudou-se para a Mansão Flash, onde ganhou certa notoriedade. Em 2023, foi cotada para participar do reality show A Fazenda 15.
Notorizou-se por produzir e atuar em mininovelas extremamente dramáticas e cheias de reviravoltas em seu canal no Kwai, Markelly &m Ação. Markelly começou a produzir o conteúdo para o Kwai quando estava quase desistindo da carreira de influenciadora, e relata que seu primeiro vídeo tornou-se viral. Ela foi convidada pela plataforma para produzir conteúdo no fim de 2021. Os temas de suas minivoleas variam de uma mulher que recebeu diagnóstico de câncer de coração e tinha duas semanas para viver e uma grávida com desejo de comer Cheetos bola. Seus vídeos ultrapassam a marca de um milhão de visualizações e, apesar de serem exclusivos no Kwai, são muito compartilhados sem sua autorização em plataformas como TikTok e Twitter. Parte dos roteiros e financiamento de suas mininovelas vem da agência Renoir. Após seu sucesso, passou a atuar na TeleKwai.